# フェルディナント・プフォール

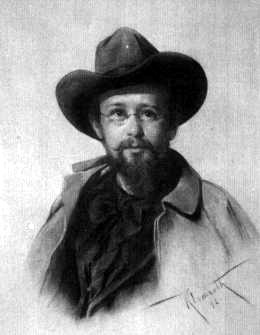
アントン・クラムロート作画によるプフォールの肖像、1892年

フェルディナント・プフォール（Ferdinand Pfohl, *1862年10月12日 エルボーゲン・アン・d. ・エーガー（現チェコ領ロケト） – †1949年12月16日 ハンブルク＝ベルゲドルフ）は、オーストリア＝ハンガリー二重帝国出身のドイツの音楽評論家・音楽学者・音楽ジャーナリスト・作曲家。

## 略歴
プラハで法学を修めた後、ライプツィヒでオスカー・パウル(de:Oscar Paul)の個人指導で音楽を学ぶ傍ら、ライプツィヒ大学で哲学を専攻した。
ライプツィヒ時代（1892年10月まで）に、『ライプツィヒ王国時報（Königlich-Leipziger Zeitung）』紙や『ライプツィヒ日報（Leipziger Tageblatt）』紙に音楽評論を寄稿し、さらにハンブルク時代（1892年11月から1931年12月まで）に『ハンブルク報知（Hamburger Nachrichten）』紙の音楽評論を担当した。リヒャルト・ワーグナーやアルトゥール・ニキシュについての記事は、音楽評論の多くの模範的著作とされている。さらに1913年から1934年までハンブルク・フォークト音楽院の副院長も務めた。
プフォールは、ドイツ人では最も尊敬された音楽評論家の一人であり、その判断は重要視された（Schaal in MGG 1962）。とりわけ音楽ジャーナリストや音楽評論家としてドイツにおける幅広い層の音楽愛好家に知られていた。プフォールが作曲した作品は、生前はまさしく盛んに上演され、おしなべて肯定的に評価された。作曲家としては、後期ロマン主義の音楽様式に従っており、とりわけワーグナーらの新ドイツ楽派に影響されている。
フェルディナント・プフォールとフェリックス・ヴォイルシュ(de:Felix Woyrsch)の遺産である音楽作品や著作物を保存し、出来る限り身近なものにすることを目標として、1993年に社団法人ハンブルク・プフォール＝ヴォイルシュ協会（Die Pfohl-Woyrsch-Gesellschaft e.V. Hamburg）が設立された。

## 主要作品一覧

### 管弦楽曲
- （Die Apsarase für Orchester）
- 大オーケストラのための交響的幻想曲《海》（Das Meer, Symphonische Phantasie für großes Orchester） 作品8
- 大オーケストラのための《バレエの情景》（Eine Ballettszene für großes Orchester） 作品12

### ピアノ曲
- 12の初期のピアノ曲 （Zwölf frühe Stücke für Klavier (frühe Klavierkompositionen)）（作曲年代不詳）
  - 鬼ごっこ （Nachlaufen）
  - 罰金遊び （Pfänderspiel）
  - ワルツ （Walzer）
  - 警句 （Epigramm）
  - ワルツ （Walzer）
  - スケルツォ （Scherzo）
  - ソネット （Sonett）
  - セレナーデ （Serenade）
  - 夜想曲 （Notturno）
  - バグパイプ （Der Dudelsack）
  - 掟 （Die Pandekten）
  - ロマンス （Romanze ）
- 初期のピアノ曲 （Frühe Klavierkompositionen）（作曲年代不詳）
  - 綺想曲 （Capriccio）
  - 舞曲 （Tanz）
- エドヴァルド・グリーグの主題によるピアノのための北欧風狂詩曲《ハグバルト》（Hagbart, Nordische Rhapsodie (Klavier), nach einem Thema von Edvard Grieg） （1882年）
- 渚の風景（Strandbilder, für Piano）作品8
- 悲歌組曲（Suite Élégiaque, für Piano）作品11 （1894年）

### 合唱曲・重唱曲
- 大オーケストラと男声合唱、メゾソプラノ独唱（または女声合唱）のための狂詩曲《トヴァルドフスキー》（Twardowsky, Rhapsodie für großes Orchester, Männerchor und Mezzosopran; statt MSopr. Frauenchor möglich）作品10（1894年、原詩：オットー・カイザー）

### 独唱曲
- 4つのリート （Vier Lieder）
- 中声とピアノのための2つの歌 （Zwei Gesänge, für eine mittlere Stimme und Pianoforte）
- 歌手（テノール）とピアノのための《月のロンデル（アルベール・ジロー作、オットー・エーリヒ・ハルトレーベン独訳の『ピエロ・リュネール』からの幻想的な情景）》（Mondrondels, Phantast. Szenen aus "Pierrot Lunaire" von Albert Giraud, deutsch von Otto Erich Hartleben, für 1 Singstimme und Pianoforte, (Tenor)）作品4
- 高声とピアノのための3つのリート（Drei Lieder, f. 1 hohe Stimme u.Klavier） 作品5 （独語詩、英語詩、仏語詩による）
- 声楽とピアノのための4つのリート（Vier Lieder für eine Singstimme u. Klavier） 作品6
- 帰還（Rückkehr） 作品7-1 （1892年、自作詩による）
- メゾソプラノ（もしくはアルト）とピアノのための《セイレーンの歌（マックス・ハウスホーファー作『流人』からの詩）》（Sirenenlieder, Dichtungen aus Max Haushofers "Die Verbannten" für Mezzosopran (Alt) und Klavier） 作品9
- 高声とピアノのための《櫓のバラード（ハウスホーファー作『流人』からの5つの詩）》（Turmballaden, 5 Dichtungen aus Max Haushofers "Die Verbannten", für eine hohe Singstimme u. Klavier） 作品14（1901年）
- 酔いどれの歌（Das trunkene Lied） （1915年、原詩：フリードリヒ・ニーチェ)
- 中声のためのリート《夜更け》（Mitternacht, Lied für mittlere Stimme） （原詩：ニーチェの『ツァラトゥストラかく語りき』、手稿譜）
- 低声のためのリート《愛の聖杯》（Der Kelch der Liebe, Lied für tiefe Stimme） （原詩：ゲオルク・ヤコビ）
- 中声のためのリート《森の暗がりの中で》（Im Waldesschatten, Lied für mittl. Stimme） （原詩：アイヒェンドルフ、1942年）
- 低声のためのリート《森の湖畔にて》（Am Waldsee, Lied f. tiefe Stimme） （原詩：アルフレート・ロート、1942年、手稿譜）
- ピアノ伴奏付き歌曲《愛のあいさつ》（Grüße der Liebe, Lied mit Klavierbegl.）(原詩：ヴィルヘルム・ラーベ、1944年、手稿譜）
- 低声のためのリート《甘い歓び》（Süßer Friede, Lied für tiefe Stimme）（原詩：ゲーテ、手稿譜）
- 中声（もしくは高声）のためのリート《諸行無常》（Alles Vergängliche ist nur ein Gleichnis, Lied f. mittl./hohe Lage） （原詩：ゲーテ、1944年12月14日、手稿譜）
- ピアノ伴奏付き歌曲《すべての頂には憩いがある》（Über allen Gipfeln ist Ruh, Lied mit Klavierbegl.）（原詩：ゲーテ、手稿譜）
- 中声と交響的ピアノ伴奏のための《葦の歌》（Schilflieder, für eine mittl. Singstimme mit symphon. Klavierbegleitung）（原詩：ニコラウス・レーナウ、1947年8月21日から、手稿譜）
- 中声（もしくは高声）のためのリート《シラカンバの伝説》（Birkenlegendchen, Lied f. mittl./hohe Stimme mit Klavierbegleitung） （原詩：Börries v. Münchhausen, 1949年7月28日作曲の絶筆、手稿譜）

### 著作物
- Arthur Nikisch, in: Heinrich Chevalley: Arthur Nikisch, Leben und Wirken, Bote und Bock, Berlin 1922, S. 1-126
- Arthur Nikisch. Sein Leben, seine Kunst, sein Wirken. Alster, Hamburg, 196 S., 1925
- Friedrich Chrysander. Bergedorf, Köster & Wobbe, 1926
- Richard Wagner - Sein Leben und Schaffen. Ullstein & Co., Berlin-Wien, 398 S., 1911
- Busoni - persoenliche Erinnerungen an den Menschen, den Kuenstler und Freund, Die Musikwelt 1925, S. 156 f.)
- Gustav Mahler, Eindrücke und Erinnerungen aus den Hamburger Jahren, hrsg. von Knud Martner, Wagner, Hamburg, 86 S., 1973